# Илон Маск: Тесла, Спејс екс, и потрага за фантастичном будућношћу
Илон Маск: Тесла, Спејс екс, и потрага за фантастичном будућношћу (енгл. Elon Musk: Tesla, SpaceX, and the Quest for a Fantastic Future) је биографија Илона Маска коју је написао Ешли Венс, а објављена је 2015. године. Књига прати живот Илона Маска од детињства до периода који је провео у компанијама Zip2 и PayPal, а затим и Спејс ексу, Тесли и Солар ситију. У књизи је Венс успео да добије редовне интервјуе са Маском, људима који су му блиски и онима који су били с њим у најважнијим тренуцима његовог живота; Маск није имао контролу над садржајем биографије.

## Пријем

### Вашингтон пост
Вашингтон пост је написао да „књига представља изузетан поглед на вероватно најважнијег светског предузетника. Венс даје незаборавну слику Маскове јединствене личности, непресушне енергије и способности да напредује упркос потешкоћама.“

### Њујорк тајмс
Рецензент Њујорк тајмса написао је: „Господин Венс је направио уравнотежен портрет господина Маска, те сада боље разумемо и његове пријатеље и његове непријатеље. То је књига са много успутних задовољстава. Господин Венс нас упознаје са стањем зелене енергије и свемирских лансирања. Такође се довољно често удаљава од своје теме, пружајући профиле често бриљантних људи који раде заједно са господином Маском. Најбоље што господин Венс чини у овој књизи је, пак, то што једноставно и добро прича причу господина Маска.“

### Пријем (остали)
Проглашена је једном од најбољих књига 2015. године од стране Вол стрит журнала, америчког Националног јавног радија (NPR), Аmаzon.com-а, часописа Fast Company и платформе Audible.    Књига је провела неколико месеци на бестселер листи Њујорк тајмса и била је међу најпродаванијима у целом свету. Преведена је на 40 језика.